# Lijst van darters met een PDC Tourkaart 2021
Aan 128 dartsspelers van de Professional Darts Corporation worden voor 2021 tourkaarten toegekend waarmee zij deel mogen nemen aan alle Players Championships, UK Open Qualifiers en European Tour Qualifiers.
Nieuwe spelers hebben een tourkaart voor ten minste 2 jaar waarbij de verdiensten op nul worden gezet. Op PDC Pro Tour 2020 en PDC Pro Tour 2021 vindt men wie zich geplaatst hebben hiervoor. Deze ranglijst is niet te verwarren met de PDC Order of Merit welke de bijgewerkte stand op een bepaalde datum aangeeft.

## Spelers
Harry Ward (57) en Kyle Anderson (60) gaven hun tourkaart op. De spelers na hen schuiven een plaats op en Mark McGeeney en Maik Kuivenhoven hebben ook een tourkaart.
De lijst voor 2021 zier er als volgt uit:
| Nr. | Nationaliteit    | Naam                  | Prijzengeld | Kwalificatie door     |
| --- | ---------------- | --------------------- | ----------- | --------------------- |
| 1   | Wales            | Gerwyn Price          | £1.317.500  | Order of Merit top 64 |
| 2   | Nederland        | Michael van Gerwen    | £1.044.750  | Order of Merit top 64 |
| 3   | Schotland        | Peter Wright          | £1.021.500  | Order of Merit top 64 |
| 4   | Engeland         | Rob Cross             | £516.000    | Order of Merit top 64 |
| 5   | Engeland         | Nathan Aspinall       | £457.750    | Order of Merit top 64 |
| 6   | Engeland         | Dave Chisnall         | £440.750    | Order of Merit top 64 |
| 7   | Engeland         | James Wade            | £432.500    | Order of Merit top 64 |
| 8   | Schotland        | Gary Anderson         | £421.250    | Order of Merit top 64 |
| 9   | Engeland         | Michael Smith         | £416.750    | Order of Merit top 64 |
| 10  | België           | Dimitri van den Bergh | £387.750    | Order of Merit top 64 |
| 11  | Noord-Ierland    | Daryl Gurney          | £358.500    | Order of Merit top 64 |
| 12  | Engeland         | Ian White             | £358.500    | Order of Merit top 64 |
| 13  | Engeland         | Glen Durrant          | £357.750    | Order of Merit top 64 |
| 14  | Polen            | Krzysztof Ratajski    | £324.500    | Order of Merit top 64 |
| 15  | Portugal         | José de Sousa         | £314.250    | Order of Merit top 64 |
| 16  | Engeland         | Joe Cullen            | £291.500    | Order of Merit top 64 |
| 17  | Engeland         | Stephen Bunting       | £277.500    | Order of Merit top 64 |
| 18  | Wales            | Jonny Clayton         | £263.000    | Order of Merit top 64 |
| 19  | Australië        | Simon Whitlock        | £262.000    | Order of Merit top 64 |
| 20  | Engeland         | Mervyn King           | £258.250    | Order of Merit top 64 |
| 21  | Oostenrijk       | Mensur Suljović       | £257.250    | Order of Merit top 64 |
| 22  | Nederland        | Jeffrey de Zwaan      | £211.000    | Order of Merit top 64 |
| 23  | Engeland         | Chris Dobey           | £209.000    | Order of Merit top 64 |
| 24  | Engeland         | Adrian Lewis          | £208.750    | Order of Merit top 64 |
| 25  | Nederland        | Danny Noppert         | £207.250    | Order of Merit top 64 |
| 26  | Nederland        | Jermaine Wattimena    | £205.000    | Order of Merit top 64 |
| 27  | Engeland         | Jamie Hughes          | £188.750    | Order of Merit top 64 |
| 28  | Nederland        | Vincent van der Voort | £188.000    | Order of Merit top 64 |
| 29  | Duitsland        | Gabriel Clemens       | £185.000    | Order of Merit top 64 |
| 30  | Engeland         | Ricky Evans           | £181.000    | Order of Merit top 64 |
| 31  | Zuid-Afrika      | Devon Petersen        | £170.750    | Order of Merit top 64 |
| 32  | Nederland        | Dirk van Duijvenbode  | £168.000    | Order of Merit top 64 |
| 33  | Engeland         | Steve Beaton          | £153.250    | Order of Merit top 64 |
| 34  | Noord-Ierland    | Brendan Dolan         | £143.250    | Order of Merit top 64 |
| 35  | Engeland         | Keegan Brown          | £142.250    | Order of Merit top 64 |
| 36  | Ierland          | William O'Connor      | £139.000    | Order of Merit top 64 |
| 37  | Engeland         | Ryan Searle           | £134.000    | Order of Merit top 64 |
| 38  | België           | Kim Huybrechts        | £133.750    | Order of Merit top 64 |
| 39  | Duitsland        | Max Hopp              | £123.750    | Order of Merit top 64 |
| 40  | Schotland        | John Henderson        | £123.500    | Order of Merit top 64 |
| 41  | Engeland         | Ross Smith            | £121.000    | Order of Merit top 64 |
| 42  | Engeland         | Luke Humphries        | £117.500    | Order of Merit top 64 |
| 43  | Litouwen         | Darius Labanauskas    | £116.250    | Order of Merit top 64 |
| 44  | Engeland         | Ryan Joyce            | £103.750    | Order of Merit top 64 |
| 45  | Engeland         | Steve West            | £99.250     | Order of Merit top 64 |
| 46  | Engeland         | Darren Webster        | £96.000     | Order of Merit top 64 |
| 47  | Ierland          | Steve Lennon          | £85.000     | Order of Merit top 64 |
| 48  | Engeland         | Luke Woodhouse        | £84.000     | Order of Merit top 64 |
| 49  | Engeland         | Justin Pipe           | £80.250     | Order of Merit top 64 |
| 50  | Nederland        | Ron Meulenkamp        | £79.000     | Order of Merit top 64 |
| 51  | Engeland         | Andy Boulton          | £72.250     | Order of Merit top 64 |
| 52  | Australië        | Damon Heta            | £72.250     | Order of Merit top 64 |
| 53  | Letland          | Madars Razma          | £68.500     | Order of Merit top 64 |
| 54  | Noord-Ierland    | Mickey Mansell        | £65.000     | Order of Merit top 64 |
| 55  | Engeland         | Josh Payne            | £63.000     | Order of Merit top 64 |
| 56  | Nederland        | Jelle Klaasen         | £61.000     | Order of Merit top 64 |
| 57  | Engeland         | Matthew Edgar         | £54.250     | Order of Merit top 64 |
| 58  | Engeland         | Adam Hunt             | £51.500     | Order of Merit top 64 |
| 59  | Spanje           | Cristo Reyes          | £49.000     | Order of Merit top 64 |
| 60  | Engeland         | Ted Evetts            | £48.500     | Order of Merit top 64 |
| 61  | Engeland         | Jason Lowe            | £48.000     | Order of Merit top 64 |
| 62  | Engeland         | James Wilson          | £44.750     | Order of Merit top 64 |
| 63  | Engeland         | Mark McGeeney         | £44.000     | Order of Merit top 64 |
| 64  | Nederland        | Maik Kuivenhoven      | £41.000     | Order of Merit top 64 |
| 65  | Engeland         | Callan Rydz           | £38.000     | Challenge Tour 2019   |
| 66  | Nederland        | Martijn Kleermaker    | £33.250     | Q-School 2020         |
| 67  | Engeland         | Scott Waites          | £33.000     | Q-School 2020         |
| 68  | Schotland        | Ryan Murray           | £32.750     | Q-School 2020         |
| 69  | Canada           | Jeff Smith            | £32.500     | Q-School 2020         |
| 70  | Engeland         | Wayne Jones           | £30.500     | Q-School 2020         |
| 71  | Tsjechië         | Karel Sedláček        | £28.000     | Q-School 2020         |
| 72  | Nederland        | Derk Telnekes         | £25.500     | Q-School 2020         |
| 73  | Engeland         | Andy Hamilton         | £24.000     | Q-School 2020         |
| 74  | Wales            | Nick Kenny            | £23.000     | Q-School 2020         |
| 75  | België           | Mike de Decker        | £23.000     | Q-School 2020         |
| 76  | Kroatië          | Boris Krčmar          | £20.000     | Q-School 2020         |
| 77  | Engeland         | Ryan Meikle           | £19.000     | Development Tour 2019 |
| 78  | Engeland         | Lisa Ashton           | £18.500     | Q-School 2020         |
| 79  | Engeland         | Bradley Brooks        | £15.500     | Q-School 2020         |
| 80  | Schotland        | William Borland       | £14.500     | Q-School 2020         |
| 81  | Zweden           | Daniel Larsson        | £12.000     | Q-School 2020         |
| 82  | Ierland          | Ciarán Teehan         | £12.000     | Development Tour 2019 |
| 83  | Hongkong         | Kai Fan Leung         | £11.000     | Q-School 2020         |
| 84  | Engeland         | Alan Tabern           | £11.000     | Q-School 2020         |
| 85  | Spanje           | Jesús Noguera         | £9.750      | Challenge Tour 2019   |
| 86  | Engeland         | Steve Brown           | £8.000      | Q-School 2020         |
| 87  | Polen            | Krzysztof Kciuk       | £7.250      | Q-School 2020         |
| 88  | Engeland         | Martin Atkins         | £7.000      | Q-School 2020         |
| 89  | Engeland         | Peter Jacques         | £6.500      | Q-School 2020         |
| 90  | Engeland         | Gary Blades           | £5.000      | Q-School 2020         |
| 91  | Duitsland        | Steffen Siepmann      | £4.000      | Q-School 2020         |
| 92  | Engeland         | Darren Penhall        | £4.000      | Q-School 2020         |
| 93  | Nederland        | Wesley Harms          | £4.000      | Q-School 2020         |
| 94  | Oostenrijk       | Harald Leitinger      | £3.500      | Q-School 2020         |
| 95  | Engeland         | Aaron Beeney          | £2.000      | Q-School 2020         |
| 96  | Engeland         | David Evans           | £0          | Challenge Tour 2020   |
| 97  | Engeland         | Ritchie Edhouse       | £0          | Challenge Tour 2020   |
| 98  | Ierland          | Keane Barry           | £0          | Development Tour 2020 |
| 99  | Nederland        | Berry van Peer        | £0          | Development Tour 2020 |
| 100 | België           | Geert De Vos          | £0          | Q-School 2021         |
| 101 | Engeland         | Kirk Shepherd         | £0          | Q-School 2021         |
| 102 | Nederland        | Geert Nentjes         | £0          | Q-School 2021         |
| 103 | Engeland         | Jason Heaver          | £0          | Q-School 2021         |
| 104 | Duitsland        | Florian Hempel        | £0          | Q-School 2021         |
| 105 | Engeland         | Jake Jones            | £0          | Q-School 2021         |
| 106 | Rusland          | Boris Koltsov         | £0          | Q-School 2021         |
| 107 | Engeland         | Scott Mitchell        | £0          | Q-School 2021         |
| 108 | Nederland        | Niels Zonneveld       | £0          | Q-School 2021         |
| 109 | Duitsland        | Martin Schindler      | £0          | Q-School 2021         |
| 110 | Nederland        | Raymond van Barneveld | £0          | Q-School 2021         |
| 111 | Oostenrijk       | Zoran Lerchbacher     | £0          | Q-School 2021         |
| 112 | Tsjechië         | Adam Gawlas           | £0          | Q-School 2021         |
| 113 | Duitsland        | Michael Unterbuchner  | £0          | Q-School 2021         |
| 114 | Griekenland      | John Michael          | £0          | Q-School 2021         |
| 115 | Duitsland        | Robert Marijanović    | £0          | Q-School 2021         |
| 116 | Engeland         | Jack Main             | £0          | Q-School 2021         |
| 117 | Engeland         | Andrew Gilding        | £0          | Q-School 2021         |
| 118 | Engeland         | Martin Lukeman        | £0          | Q-School 2021         |
| 119 | Wales            | Lewy Williams         | £0          | Q-School 2021         |
| 120 | Engeland         | Eddy Lovely           | £0          | Q-School 2021         |
| 121 | Schotland        | Alan Soutar           | £0          | Q-School 2021         |
| 122 | Engeland         | Joe Murnan            | £0          | Q-School 2021         |
| 123 | Australië        | Gordon Mathers        | £0          | Q-School 2021         |
| 124 | Engeland         | Peter Hudson          | £0          | Q-School 2021         |
| 125 | Wales            | Jonathan Worsley      | £0          | Q-School 2021         |
| 126 | Engeland         | Brett Claydon         | £0          | Q-School 2021         |
| 127 | Engeland         | John Brown            | £0          | Q-School 2021         |
| 128 | Verenigde Staten | Danny Baggish         | £0          | Q-School 2021         |